# Hamaspora ozeensis
Hamaspora ozeensis är en svampart som beskrevs av Hirats. f. 1951. Hamaspora ozeensis ingår i släktet Hamaspora och familjen Phragmidiaceae.   Inga underarter finns listade i Catalogue of Life.